# Elmire Lanafoërt-Doat
Pour les articles homonymes, voir Lanafoërt.
Elmire Lanafoërt-Doat ou de Doat, née Josèphe Louise Charlotte Lanafoërt le 25 avril 1809 à Plaisance (Gers) et morte le 5 mai 1880 au même lieu, est une marchande d'art, collectionneuse et mécène française.
Elle est l'épouse de l'homme politique Jean François Doat,.

## Biographie

### Origine et famille
Elmire Lanafoërt est la fille de Louis Lanafoërt et la nièce de Joseph Louis Lanafoërt, devenu son père adoptif au décès de son frère. Elle descend d'une vieille famille issue de la noblesse de robe qui remonte au XVe siècle et dont Jaymet de Lanafoërt, avocat en parlement, contemporain de Louis XI, grand père de sieur Jean Lanafoir, seigneur de Lanafoir (1570-1640), avocat au parlement et notaire royal, est l'ancêtre. Elle épouse le 27 septembre 1831 à Plaisance, Jean François Doat (1801-1869), notaire et homme politique qui fut maire de Plaisance (1848-1852) et conseiller général du Gers (1858-1869). Elle est la cousine de Léontine de Mibielle (1816-1861), poétesse, primée par l'Académie des jeux floraux de Toulouse (en 1839, 1843 et 1847) et qui fut une amie proche d'Alphonse de Lamartine vers 1850.

### Une marchande d'art, collectionneuse et mécène
Reprenant une tradition commencée avec son père Louis qui était l'ami du peintre Jean-Honoré Fragonard, elle est, dès sa jeunesse, proche des artistes. C'est à Paris, lors du Salon de 1831, qu'elle fait connaissance avec le peintre Eugène Delacroix dont elle devient l'amie. Elle fait partie des mécènes du mouvement romantique,. C'est par l'entremise d'Eugène Delacroix qu'elle rencontre son futur époux, Jean François Doat, jeune avocat qui fait partie de l'entourage du roi Louis-Philippe Ier,,. Elle aide financièrement de nombreux peintres issus du mouvement romantique et d'autres qui étaient plutôt originaires du Sud-Ouest comme son cousin Alexandre Magenc (1822-1894),, en l'accueillant à Paris. Elle fit la connaissance, à l'école de dessin et de peinture de Bayonne, des sœurs Feillet et particulièrement de Blanche Feillet-Hennebutte. Elle acquit de nombreuses gravures de cette artiste, qui enrichirent sa collection personnelle.
Elle fréquente à Paris Adolphe Goupil, également marchand d'art, que lui avait présenté un ami de son mari, l'avocat Alfred Mainguet. Elle participe financièrement à de nombreux projets dans le Gers, dont la transformation de l'hospice de Plaisance en école, le transport des passagers et des marchandises au travers la compagnie des diligences, l'Hirondelle des Landes, le canal de Cassagnac en 1856 avec Bernard-Adolphe Granier de Cassagnac. Elle finance avec son mari, Jean François Doat, une partie de la construction des cloches de l'église de Plaisance installée en 1866, elle est d'ailleurs la marraine du Bourdon et Bernard-Adolphe Granier de Cassagnac, le parrain,,,.
À son décès, elle laisse une collection d'une cinquantaine de tableaux, plusieurs tableaux des peintres du mouvement romantique, ainsi que des sculptures d'Antoine-Louis Barye.

### Descendance
Elmire Lanafoërt-Doat a deux filles, Louise Doat (1845-1892) son héritière, qui épouse le 20 janvier 1869 Alfred Sabail (1840-1927), qui reprend la charge tricentenaire de notaire à Plaisance et qui en est également par deux fois le maire libéral de 1870 à 1871 et de 1908 à 1920. Louise a une fille, Henriette Sabail-L'officier (1880-1962) qui est la mère de Jean Charles L'officier (1913-1974). Louise Doat participe au financement des vitraux de l'église de Plaisance et son nom est inscrit sur le vitrail central. Tandis que la cadette, Henriette Doat, épouse l'héritier Mollière à Auch. Elle est inhumée dans l'une des chapelles de la cathédrale d'Auch avec la famille Mollière. Elmire Lanafoërt-Doat est la quadrisaïeule de Christophe Chapelain L'officier, héritier de la dynastie.